# Vita fingrar
Vita fingrar, Raynauds sjukdom, eller Raynauds fenomen, yttrar sig i att fingrar eller tår vitnar. Detta beror på nedsatt blodflöde på grund av tillfälliga kramper i fingrarnas blodkärl. 
Man skiljer på primär form, som uppkommer utan känd orsak, och sekundär form. Den sekundära formen orsakas ofta av skador från arbete med vibrerande verktyg, men förekommer också i samband med arterioskleros, SLE, tidigare köldskador etc. Vita fingrar uppkommer ofta i samband med kyla. Det är en biverkning som förekommer vid behandling med betablockerare.
Orsaken till den primära formen är inte känd, men man vet att det finns vissa ärftliga samband. 
Den drabbade uppmanas att sluta röka, snusa och att ta av sig alla ringar. Om inte ringarna tas av kan kärlskador eller blodproppar uppstå, vilket senare kan leda till nekros och i värsta fall kallbrand. I sådant fall kan delar av eller hela fingret med ringen på behöva amputeras. Sjukdomen kan behandlas med hjälp av läkemedel mot kärlkramp.